# Ahmet Yesevi, Pendik
Ahmet Yesevi là một xã thuộc huyện Pendik, tỉnh Istanbul, Thổ Nhĩ Kỳ.